# Indoariowie

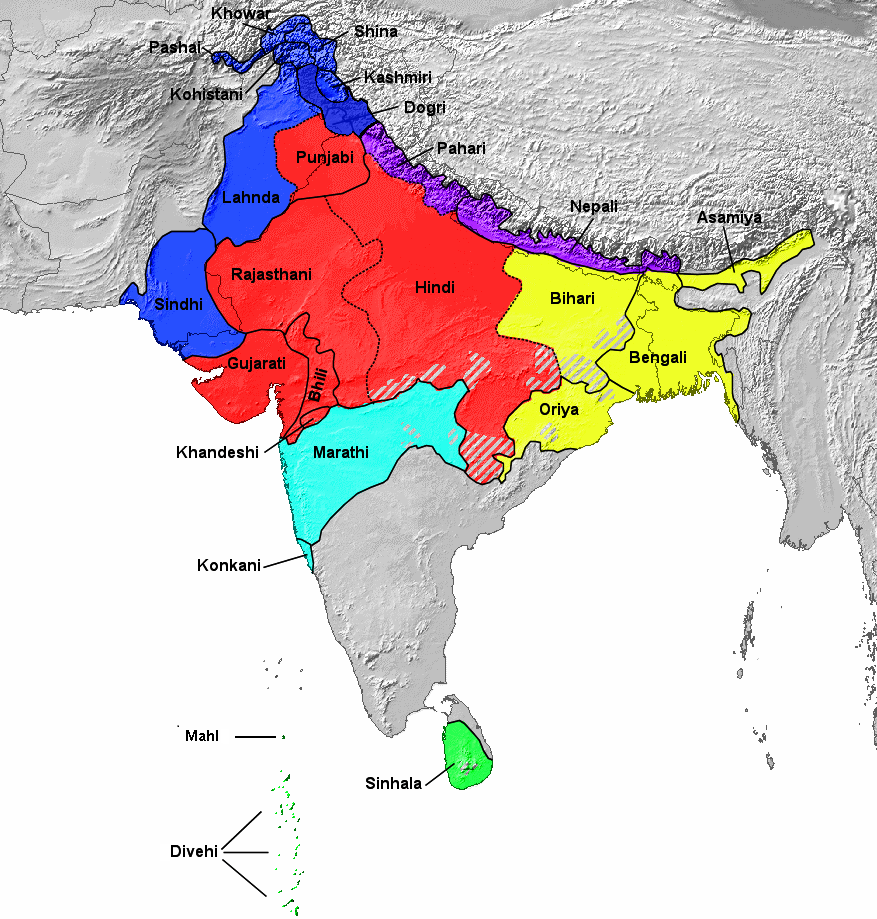
Geograficzne rozmieszczenie języków indoaryjskich

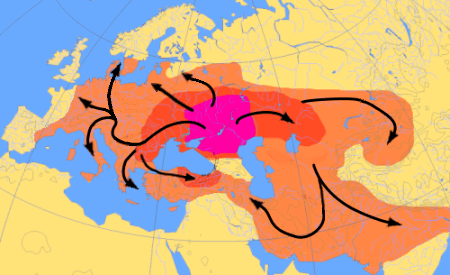
Hipotetyczny przebieg ekspansji ludów indoeuropejskich

Indoariowie – ludy indoeuropejskie wyodrębnione z większej, indoirańskiej wspólnoty dawniej utożsamianej z Ariami. Ich przybycie na Półwysep Indyjski (ok. 1500 p.n.e.) oraz dalsza ekspansja w kierunku wschodnim doprowadziła do znacznego przemieszania z miejscowymi Drawidami oraz zmiany trybu życia na osiadły. 
Okres zasiedlania subkontynentu od świętych ksiąg Indoariów zwany wedyjskim, był czasem tworzenia podstaw kultury indyjskiej oraz przygotowania gruntu pod uformowanie się pierwszych, indyjskich państwowości.
Współcześnie językami z grupy indoaryjskiej posługuje się większość mieszkańców Indii i Pakistanu, szacowana na około 750 mln osób.

## Indoariowie w świetle badań nad językami indoeuropejskimi
W 1786 w skolonizowanych przez Brytyjczyków Indiach miało miejsce wydarzenie uznawane dzisiaj za początek badań nad językami indoeuropejskimi. Brytyjski sędzia i filolog Sir William Jones na dorocznym spotkaniu członków założonego przez siebie The Asiatic Society of Bengal wygłosił wykład o prawdopodobnym wspólnym pochodzeniu sanskrytu, greki i łaciny.
Na przestrzeni kolejnych dwustu lat dzięki pogłębionym badaniom lingwistycznym udało się dowieść, że wszystkie języki zaliczane do grupy indoeuropejskiej pochodzą od wspólnego, praindoeuropejskiego przodka. Według różnych teorii posługiwały się nim ludy zamieszkujące Step Pontyjski w V/IV tysiącleciu p.n.e. (najbardziej prawdopodobna), lub Anatolię w VII/VI tysiącleciu p.n.e.
Pomimo różnic w umiejscowieniu i datowaniu badacze zgadzają się co do wczesnego rozpadu praindoeuropejskiej wspólnoty na dwie grupy: europejską (od której pochodzi większość języków używanych współcześnie w Europie) i indoirańską, łączoną z kulturą archeologiczną Andronowo. Grupa indoirańska (którą dawniej utożsamiano z Ariami) w okresie późniejszym podzieliła się na grupę irańską (języki perski, beludżi i paszto spotykane głównie na Wyżynie Irańskiej) oraz indoaryjską (język hindi i jego dialekty używane przez ludy zamieszkujące północną część subkontynentu indyjskiego).

## Najstarsze ślady językowe

### Indoaryjski superstrat w traktatach państwa Mitanni
Najstarsze ślady spisanego języka indoaryjskiego odnalezione zostały w znacznej odległości od Półwyspu Indyjskiego, w bliskowschodnich archiwach Hattusas i El-Amarna. W spisanej pismem klinowym korespondencji dyplomatycznej władców huryckiego Mitanni (północna Syria w I poł. II tys. p.n.e.) odkryto liczne odwołania do czołowych bóstw późniejszego panteonu wedyjskiego Mitry, Indry i Waruny (zaznaczyć tutaj należy, że Huryci posługiwali się językiem nienależącym do grupy języków indoeuropejskich). Z kolei w huryckim tekście niejakiego Kukkuli o hodowli koni i powożeniu rydwanem (z czego słynęli zarówno Indoariowie jak i Huryci) użyte zostały indoaryjskie liczebniki i nazwy umaszczenia koni. 
Te i wiele pomniejszych znalezisk skłoniły badaczy do przyjęcia tezy, że mówiący językiem indoaryjskim i posługujący się rydwanami wojownicy, na kilka stuleci przed stworzeniem przez Hurytów państwa Mitanni narzucili im swoją zwierzchność. Indoeuropejskie naleciałości językowe zakwalifikowane zostały jako superstrat, czyli pozostałość języka ludności napływowej. Wskazywałoby to na obecność posługującego się nim ludu na Bliskim Wschodzie, na tyle jednak nielicznego, że w kolejnych stuleciach z łatwością wchłoniętego przez hurycką większość.

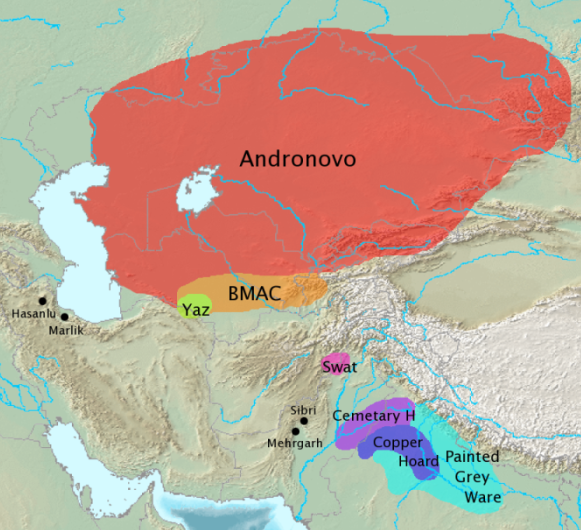
Kultury archeologiczne utożsamiane z migracją ludów indoirańskich

### Problem relacji pomiędzy Indoariami z Syrii i Półwyspu Indyjskiego
Problemem pozostawała kwestia wzajemnej relacji dwóch oddalonych od siebie grup Indoariów. Szybko wykluczono możliwość migracji. W językach indoaryjskich używanych w północnych Indiach brak bowiem jakichkolwiek (według badaczy nieuniknionych) zapożyczeń z języków Azji Zachodniej. Nie ma również dowodów na przemieszczenia w kierunku odwrotnym. 
Dlatego też przyjmuje się, że Indoariowie byli najprawdopodobniej pierwszą grupą wyodrębnioną ze wspólnoty indoirańskiej, która najwcześniej i w miarę równomiernie zasiedliła znaczną część Azji Południowej i Południowo-Zachodniej (Syria, Iran, północne Indie). Badania lingwistyczne i religioznawcze wskazują, że to najprawdopodobniej kolejna fala migracyjna właściwych ludów irańskich przedzieliła Indoariów z zachodu i subkontynentu.

### Rygweda
Bez wątpienia najbardziej wartościowym zabytkiem języka staroindyjskiego pozostaje jednak Rygweda. Ta najstarsza ze świętych ksiąg hinduizmu dostarcza wielu istotnych informacji począwszy od wierzeń i języka, po kulturę, a także w pewnym stopniu historię ludów przybyłych na subkontynent indyjski. Pomimo wielu wątpliwości najstarsze hymny Rygwedy datuje się na przedział 1500-1200 p.n.e., a wiadomości w niej zawarte dają się weryfikować za pomocą badań archeologicznych.

## Migracja Indoariów na subkontynent indyjski

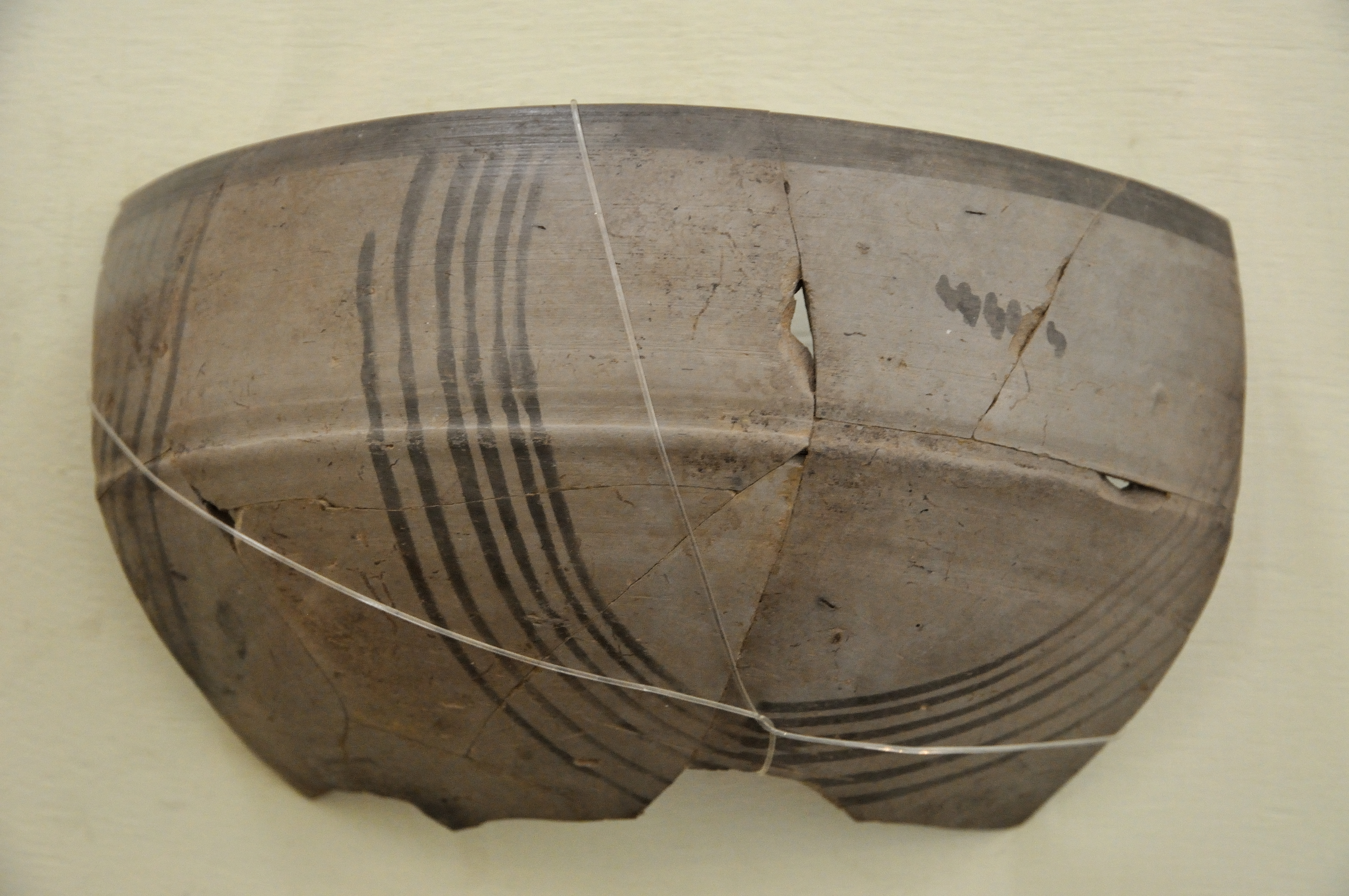
Ceramika malowana szara. Muzeum w Mathurze, Uttar Pradesh, Indie

Indoariowie wywodzą się z wcześniejszych, Indoeuropejskich kultur stepów pontyjsko-kaspijskich, zwłaszcza z kultury Sintaszta, która ewoluowała w kulturę Andronowską, od której według obecnych badań pochodzą języki i kultury Indoirańskie powstałe w toku ich migracji na południe, ku Azji Południowej, Iranowi i subkontynentowi indyjskiemu.
Kluczowym czynnikiem, który umożliwił Indoariom tak skuteczną ekspansję było wcześniejsze udomowienie konia oraz rozwój technologii transportowych, zwłaszcza wozów przez poprzedzające ich społeczności stepowe. Dzięki tym innowacjom mogli oni pokonywać znaczne odległości i osiedlać się na nowych terenach, w tym na subkontynencie indyjskim, gdzie główne fale migracji miały miejsce między 2000 a 1400 r. p.n.e., prowadząc do stopniowego osiedlania się i konsolidacji społeczności Indoariów.
Wykopaliska archeologiczne potwierdzają, że kultura Sintaszta była pierwszą, która wykorzystywała konie w celach wojennych. Dowody pochodzą z odkryć w grobach kurhanowych, gdzie znaleziono szczątki koni oraz elementy uprzęży, wskazujące na rozwiniętą technologię jeździecką. Wynika z tego, że to w kulturze Sintaszta (ok. 2100–1800 p.n.e.), na stepach eurazjatyckich pojawiły się pierwsze przypadki użycia rydwanów bojowych, co miało kluczowy wpływ na rozwój strategii wojennych oraz organizacji społecznej późniejszych Indoariów.
Kultura Sintaszta nie zniknęła, lecz ewoluowała w kulturę Andronowską, z której na południe migrowały grupy praindoirańskie. Wraz z tym procesem nastąpiła również ekspansja technologii Sintaszty, takich jak zaawansowana metalurgia i rydwany, które odegrały kluczową rolę w migracjach ludów indoeuropejskich ku Azji Południowej, Iranowi i subkontynentowi indyjskiemu.
Hymny Rygwedy jednoznacznie wskazują na Pendżab i okolicę siedmiu dopływów Indusu jako tereny zasiedlone przez Indoariów w pierwszej kolejności. Migracja mogła mieć dwie lub więcej fal, łączonych z dużą ostrożnością z kulturami archeologicznymi grobów Gandhary w dolinie rzeki Swat (ang. Gandhara Grave Culture), ceramiki malowanej szarej (ang. Painted Grey Ware), skarbów miedzianych (ang. the Copper Hoard) i cmentarzy typu H (ang. the H Cemetery).
Pomimo niewątpliwego zetknięcia się Indoariów z przedstawicielami wcześniejszej, rodzimej cywilizacji doliny Indusu, w toku badań wykluczono popularną w I poł. XX wieku teorię podboju. Chociaż wielkie miasta tej zaawansowanej kultury pasowałyby do niektórych hymnów Rygwedy, nie ma dzisiaj wątpliwości, że jej upadek był znacznie wcześniejszy i spowodowany najprawdopodobniej zmianami klimatycznymi i środowiskowymi, ze szczególnym uwzględnieniem zaburzenia gospodarki wodnej.
Na podobnej zasadzie niepiśmienność, koczowniczy styl życia i całkowicie niemiejski charakter kultury Indoariów każe powątpiewać w autochtoniczną teorię ich pochodzenia. Według niej Indoariowie mieliby być potomkami tego samego ludu, który stworzył cywilizację doliny Indusu. Hymny Rygwedy nie pozostawiają również wątpliwości co do wrogiego usposobienia i licznych wojen jakie przybysze musieli stoczyć z rdzennymi ludami (Drawidami, w Wedach Dasa), najprawdopodobniej właściwymi potomkami budowniczych miast doliny Indusu.

## Społeczeństwo, gospodarka, religia
Indoariowie stanowili grupę ludów koczowniczych, a podstawą ich gospodarowania była hodowla. Udomowione konie oraz wojenne rydwany zapewniały im znaczną przewagę militarną nad rdzennymi Drawidami. Ich marsz na wschód nie był jednak wielką, zorganizowaną kampanią, ponieważ Indoariowie nie byli zwartym, tworzącym ponadplemienną wspólnotę ludem. Wręcz przeciwnie, to najprawdopodobniej wewnętrzne konflikty prowadziły do wyparcia części z nich na wschód. Grupom zmuszonym do zajmowania nowych terytoriów pomagała coraz powszechniejsza w I tysiącleciu p.n.e. znajomość narzędzi żelaznych (pozwalających na karczowanie niedostępnej wcześniej dżungli). To datowane na 1000-500 p.n.e. stopniowe przemieszczanie w głąb doabu (dorzecze Gangesu i Jamuny) spowodowało całkowitą zmianę stylu życia i przejście do osiadłej formy gospodarowania.

### Aryai początki systemu kastowego

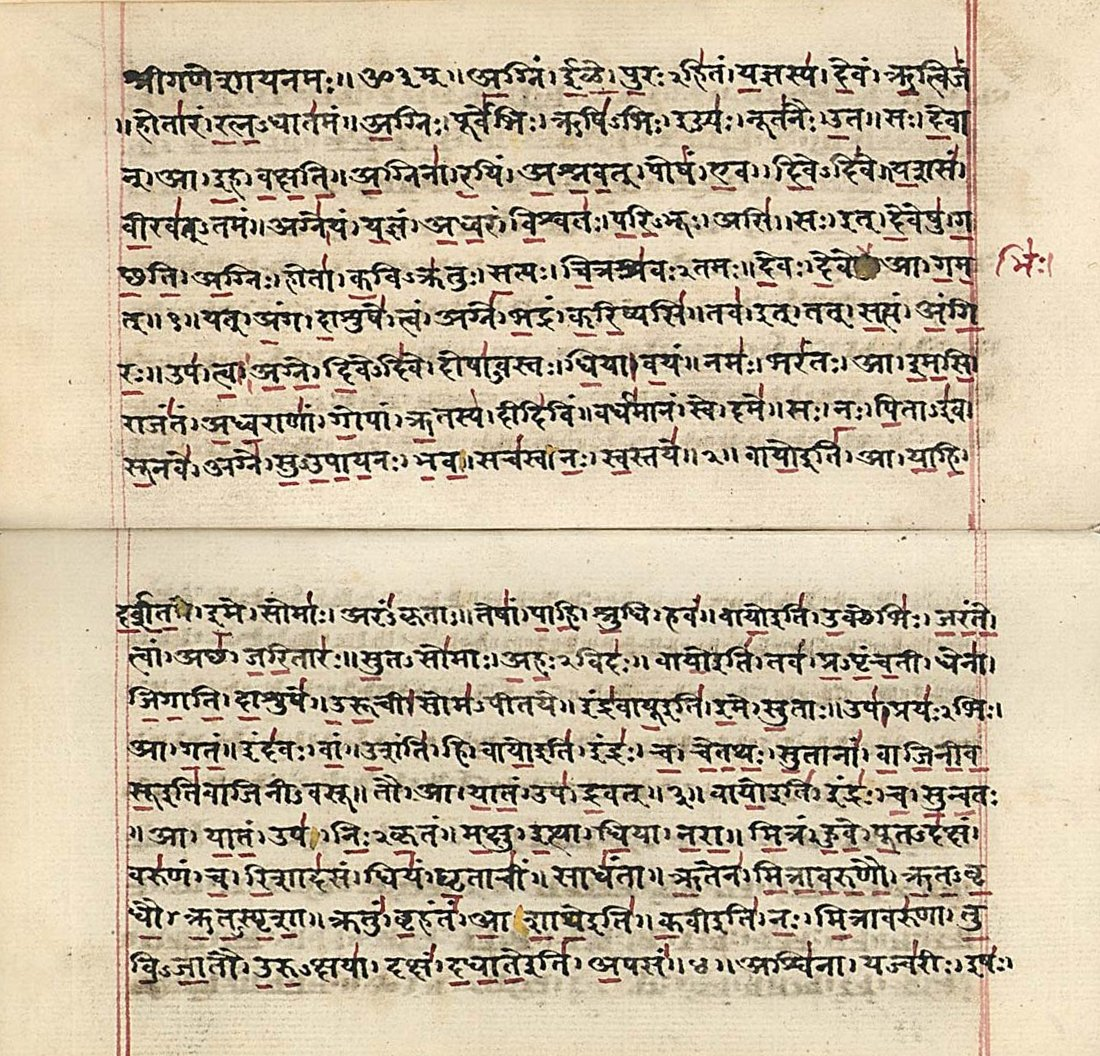
Rygweda

Indoariowie początkowo tworzyli patriarchalne rodziny, które łączyły się w większe związki o nazwie grama, wiś lub dźana. Długotrwały proces przystosowywania się przybyszy do nowego środowiska i adaptowanie przez nich licznych zdobyczy cywilizacyjnych, powstałych w Indiach na długo przed ich przybyciem, powodował nieuchronne przemieszanie ludności napływowej z rodzimą.
Termin arya (hindi आर्य) oznaczał początkowo członka tej samej grupy etnicznej i dopiero z czasem zaczął nabierać zupełnie nowego znaczenia „szlachetny”. Był to najprawdopodobniej efekt przejścia do życia osiadłego i związane z tym nieuchronne różnicowanie się pierwotnych społeczności oraz początek systemu kastowego (a w zasadzie warnowego).

### Religia
Podstawowa trójca indoaryjskich bóstw to Agni, Indra i Waruna. Z oddawaną im czcią związane były ceremonie dostosowane do pór roku, odprawiane wspólnie lub w zamkniętym kręgu domowym. Najważniejszymi praktykami były poświęcona Agniemu agnihotra oraz picie oszałamiającej somy. Z czasem religijny ceremoniał stawał się coraz bardziej skomplikowany (Brahmany), co ułatwiało przenikanie do niego miejscowych wierzeń i kapłanów. Panteon wedyjski został wkrótce powiększony o Wisznu i Rudrę-Śiwę, a obok oficjalnych kultów pojawili się również asceci. Byli to ludzie, którym nie wystarczał jałowy rytualizm, lecz poszukiwali oni  odpowiedzi na najbardziej podstawowe pytania. To najprawdopodobniej ich aktywność doprowadziła do sformułowania podstawowej dzisiaj w hinduizmie koncepcji wędrówki dusz (sansara) oraz związanej z nią sumie ludzkich uczynków (karma) (Aranjaki i Upaniszady).